# Stemme S6
Die Stemme TSA-M in den Varianten S6-T u. S6-RT sind Motorsegler der Firma Stemme. Sie ähneln der Stemme S10, sind aber komplette Neukonstruktionen und haben  einen nicht einziehbaren verstellbaren Dreiblattpropeller und je nach Version ein festes oder einziehbares Dreibeinfahrwerk mit steuerbarem Bugrad. Der Erstflug einer S6-T (D-KTSA, Pilot Lothar Dalldorff) fand am 29. November 2006 am Flugplatz Strausberg statt. Am 22. Oktober 2008 erhielt die TSA-M Reihe von der EASA die Musterzulassung.
Auf der Luftfahrtmesse AERO im April 2015 wurde nach etwa 30 gefertigten Exemplaren die überarbeitete Version S6-EW „Sky Sportster“ (D-KSIX) mit 20 Metern Spannweite und anklappbaren Außenflügeln vorgestellt, die aber nie in Produktion ging. Eine Variante mit Festfahrwerk wurde nicht mehr angeboten.

## Varianten
- S6-T: Festfahrwerk (Produktion eingestellt)
- S6-RT: Einziehfahrwerk (Produktion auf Nachfrage)
- S6-EW: auf 20 m vergrößerte Spannweite, anklappbare Außenflügel[2](Nie in Produktion gegangen)

## Technische Daten
| Kenngröße             | S6-T                               | S6-RT                              | S6-EW (nie Produziert)             |
| --------------------- | ---------------------------------- | ---------------------------------- | ---------------------------------- |
| Besatzung             | 1–2                                | 1–2                                | 1–2                                |
| Spannweite            | 18 m                               | 18 m                               | 20 m                               |
| Länge                 | 8,52 m                             | 8,52 m                             | 8,52 m                             |
| Höhe                  | 2,45 m                             | 2,45 m                             | 2,45 m                             |
| Flügelfläche          | 17,42 m²                           | 17,42 m²                           | 18,34 m²                           |
| Flügelstreckung       |                                    |                                    |                                    |
| Flügelprofil          |                                    |                                    |                                    |
| Gleitzahl             | 32                                 | 36                                 | 38                                 |
| Leermasse             | 660 kg                             | 680 kg                             | 680 kg                             |
| max. Startmasse       | 850 kg                             | 900 kg                             | 900 kg                             |
| Triebwerk             | ein Rotax 914 F2; 84,5 kW (115 PS) | ein Rotax 914 F2; 84,5 kW (115 PS) | ein Rotax 914 F2; 84,5 kW (115 PS) |
| Tankinhalt            | 130 l                              | 130 l                              | 130 l                              |
| Steigleistung         |                                    | 4,7 m/s                            | 4,7 m/s                            |
| Dienstgipfelhöhe      | 20.000 ft (ca. 6.100 m)            | 20.000 ft (ca. 6.100 m)            | 20.000 ft (ca. 6.100 m)            |
| Reichweite            | 860 NM (ca. 1.590 km)              | 860 NM (ca. 1.590 km)              | 860 NM (ca. 1.590 km)              |
| Höchstgeschwindigkeit | 270 km/h                           | 270 km/h                           | 270 km/h                           |